# Eerste klasse schaken 1937/38
Het Eerste klasse-seizoen 1937/38 was het 18e seizoen van de Eerste klasse, destijds de hoogste schaakcompetitie van Nederland. Zes teams van schaakverenigingen streden om het landskampioenschap, dat gewonnen werd door het Vereenigd Amsterdamsch Schaakgenootschap.
In verband met het instellen van een Eerste klasse B in het volgende seizoen hoefde Schaakclub Utrecht geen degradatiekamp te spelen.

## Eindstand[2]
| # | Team    | MP | BP  |
| - | ------- | -- | --- |
| 1 | VAS     | 10 | 34  |
| 2 | DD      | 8  | 26½ |
| 3 | ASC     | 6  | 27  |
| 4 | Bussum  | 3  | 22½ |
| 5 | NRSV    | 2  | 21  |
| 6 | Utrecht | 1  | 19  |

### Legenda
|  | Landskampioen |

Eerste klasse

1920/21 · 1921/22 · 1922/23 · 1923/24 · 1924/25 · 1925/26 · 1926/27 · 1927/28 · 1928/29 · 1929/30 · 1930/31 · 1931/32 · 1932/33 · 1933/34 · 1934/35 · 1935/36 · 1936/37 · 1937/38 · 1938/39 · 1939/40 · 1940/41 · 1941/42
Hoofdklasse

1942/43 · 1943/44 · 1944/45 · 1945/46 · 1946/47 · 1947/48 · 
1948/49 · 1949/50 · 1950/51 · 1951/52 · 1952/53 · 1953/54 · 1954/55 · 1955/56 · 1956/57 · 1957/58 · 1958/59 · 1959/60 · 1960/61 · 1961/62 · 1962/63 · 1963/64 · 1964/65 · 1965/66 · 1966/67 · 1967/68 · 1968/69 · 1969/70 · 1970/71 · 1971/72 · 1972/73 · 1973/74 · 1974/75 · 1975/76 · 1976/77 · 1977/78 · 1978/79 · 1979/80 · 1980/81 · 1981/82 · 1982/83 · 1983/84 · 1984/85 · 1985/86 · 1986/87 · 1987/88 · 1988/89 · 1990/91 · 1991/92 · 1992/93 · 1993/94 · 1994/95 · 1995/96
Meesterklasse

1996/97 · 1997/98 · 1998/99 · 1999/00 · 2000/01 · 2001/02 · 2002/03 · 2003/04 · 2004/05 · 2005/06 · 2006/07 · 2007/08 · 2008/09 · 2009/10 · 2010/11 · 2011/12 · 2012/13 · 2013/14 · 2014/15 · 2015/16 · 2016/17 · 2017/18· 2018/19 · 2019/20 · 2020/21 · 2021/22 · 2022/23 · 2023/24 · 2024/25